# آلبرت آر.ان
آلبرت آر. ان (انگلیسی: Albert R.N.) یک فیلم به کارگردانی لوئیس گیلبرت است که در سال ۱۹۵۳ منتشر شد. از بازیگران آن می‌توان به آنتونی استیل، جک وارنر، و رابرت بیتی اشاره کرد.